# I Don’t Care (песня Рики Мартина)
«I Don’t Care» (рус. Мне все равно) — это песня пуэрто-риканского певца Рики Мартина с его десятого альбома Life. Он был выпущен синглом 13 сентября 2005 г.
В оригинальной англоязычной версии песни приняли участие рэпер Fat Joe и R&B певица Амери, в то время, как в испанской версии «Qué Más Da» («Кого это волнует?»), вокал Амери был заменен на Деби Новы.
Мартин исполнил «I Don’t Care» на закрытии Зимних Олимпийских игр 2006.

## Клип
Клип для «I Don’t Care» и «Qué Más Da» был снят в Бруклине, Нью-Йорк. Его режиссёром стала Дайан Мартел. Видео для англоязычной песни было снято с Fat Joe и Амери, а для испанской при участии Fat Joe и Деби Нова. В клипе Мартин появляется в совершенно новом образе, который люди доселе не видели. Оба клипа вышли одновременно в сентябре 2005 г.

## Появление в чарте
«I Don’t Care» достиг пика на шестьдесят-пятой строке в US Billboard Hot 100, благодаря цифровым продажам (сорок-вторая позиция в Hot Digital Songs). Также он был хорошо принят в Hot Dance Club Play, достигнув третьей позиции. Также он достиг сорок-девятой строки в Pop 100, а «Qué Más Da» достиг в седьмой в Hot Latin Songs. Песня была распродана 124,000 цифровыми копиями в США.
«I Don’t Care» достиг пика на шестой строке в Италии и десятой в Финляндии. К числу других достижений относится одиннадцатая строка в Великобритании, шестнадцатая во Франции, двадцать-первая в Германии и двадцать-пятя в Австралии.

## Форматы и трек-листы
European CD single
1. «I Don’t Care» (Single Version) — 3:52
2. «I Don’t Care» (Luny Tunes Reggaeton Remix) — 3:23

Australian/European CD maxi-single
1. «I Don’t Care» (Single Version) — 3:52
2. «Qué Más Da» (I Don’t Care) (Spanish Version) — 3:52
3. «I Don’t Care» (Rishi Rich Remix) — 4:09
4. «I Don’t Care» (L.E.X. Reggaeton Remix) — 4:23
5. «I Don’t Care» (Ralphi & Craig’s Club Radio Edit) — 3:36

## Чарты
| Чарт (2003)                                 | Наивысшая позиция |
| ------------------------------------------- | ----------------- |
| Australian Singles Chart                    | 25                |
| Austrian Singles Chart                      | 45                |
| Belgian Flanders Singles Chart              | 37                |
| Belgian Wallonia Singles Chart              | 15                |
| Dutch Singles Chart                         | 25                |
| European Hot 100 Singles                    | 20                |
| Finnish Singles Chart                       | 10                |
| Finnish Top 50 Hits                         | 30                |
| French Singles Chart                        | 16                |
| German Singles Chart                        | 21                |
| Hungarian Airplay Chart                     | 36                |
| Irish Singles Chart                         | 20                |
| Italian Singles Chart                       | 6                 |
| Swedish Singles Chart                       | 31                |
| Swiss Singles Chart                         | 20                |
| UK Singles Chart                            | 11                |
| US Billboard Hot 100                        | 65                |
| US Billboard Hot Dance Club Songs           | 3                 |
| US Billboard Hot Latin Songs                | 7                 |
| US Billboard Latin Pop Songs                | 11                |
| US Billboard Latin Regional Mexican Airplay | 17                |
| US Billboard Latin Rhythm Airplay Chart     | 23                |
| US Billboard Tropical Songs                 | 8                 |
| US Billboard Pop 100                        | 49                |

### Year-end charts
| Chart (2005)                   | Position |
| ------------------------------ | -------- |
| Belgian Wallonia Singles Chart | 86       |
| UK Singles Chart               | 202      |